# Lucien Boedt
Lucien Joseph Boedt (Waasten, 10 januari 1791 - Ieper, 23 juni 1856) was een Belgisch notaris, volksvertegenwoordiger en burgemeester van Vlamertinge.

## Levensloop
Boedt was de zoon van Joseph Boedt en Henriette Lefèbvre. Hij trouwde met Isabelle Lucien te Ieper op 29 april 1822.
Hij was notaris in Vlamertinge (1820-1832) en in Ieper (1832-1856). Hij was penningmeester en vervolgens secretaris van de Kamer van notarissen in het arrondissement Ieper.
Hij was ook burgemeester van Vlamertinge (1820-1836) en gemeenteraadslid van Ieper (1839-1856). 
In juni 1848 werd hij verkozen tot liberaal volksvertegenwoordiger voor het arrondissement Ieper en zetelde tot in juni 1850.